# Edward Kavanagh
Edward Kavanagh, född 27 april 1795 i Newcastle, Massachusetts (i nuvarande Maine), död 22 januari 1844 i Newcastle, Maine, var en amerikansk demokratisk politiker och diplomat. Han var ledamot av USA:s representanthus 1831–1835 och Maines guvernör 1843–1844.
Kavanagh utexaminerades 1813 från St. Mary's College i Baltimore, studerade juridik och arbetade därefter som advokat i Damariscotta. Efter två mandatperioder i USA:s representanthus kandiderade han utan framgång för en tredje mandatperiod. Åren 1835–1841 var han USA:s chargé d'affaires i Portugal.
Kavanagh efterträdde 1843 John Fairfield som guvernör och efterträddes 1844 av David Dunn. Kavanagh avled en kort tid efter att ha lämnat guvernörsämbetet och gravsattes på St. Patrick's Catholic Cemetery i Damariscotta Mills.